# Lada Nadezhda
O Lada Nadezhda ou VAZ-2120 "Nadezhda" ("Esperança", também um nome feminino eslavo) é uma minivan com tração nas quatro rodas para sete pessoas, produzida pela montadora russa AvtoVAZ em 1998-2006.
A VAZ-2120 foi a primeira minivan produzida pela indústria automobilística russa e foi baseada na linha de veículos utilitários esportivos VAZ-2131 Niva. Produzida em pequenos números, não obteve sucesso comercial e a produção caiu para 1.500 unidades antes de ser cancelada em 2006 devido à baixa demanda no mercado russo.
As empresas Motorica e Super-Avto, duas subsidiárias da AvtoVAZ localizadas em Togliatti, produzem a Nadezhda sob demanda.

## Modificações
Série

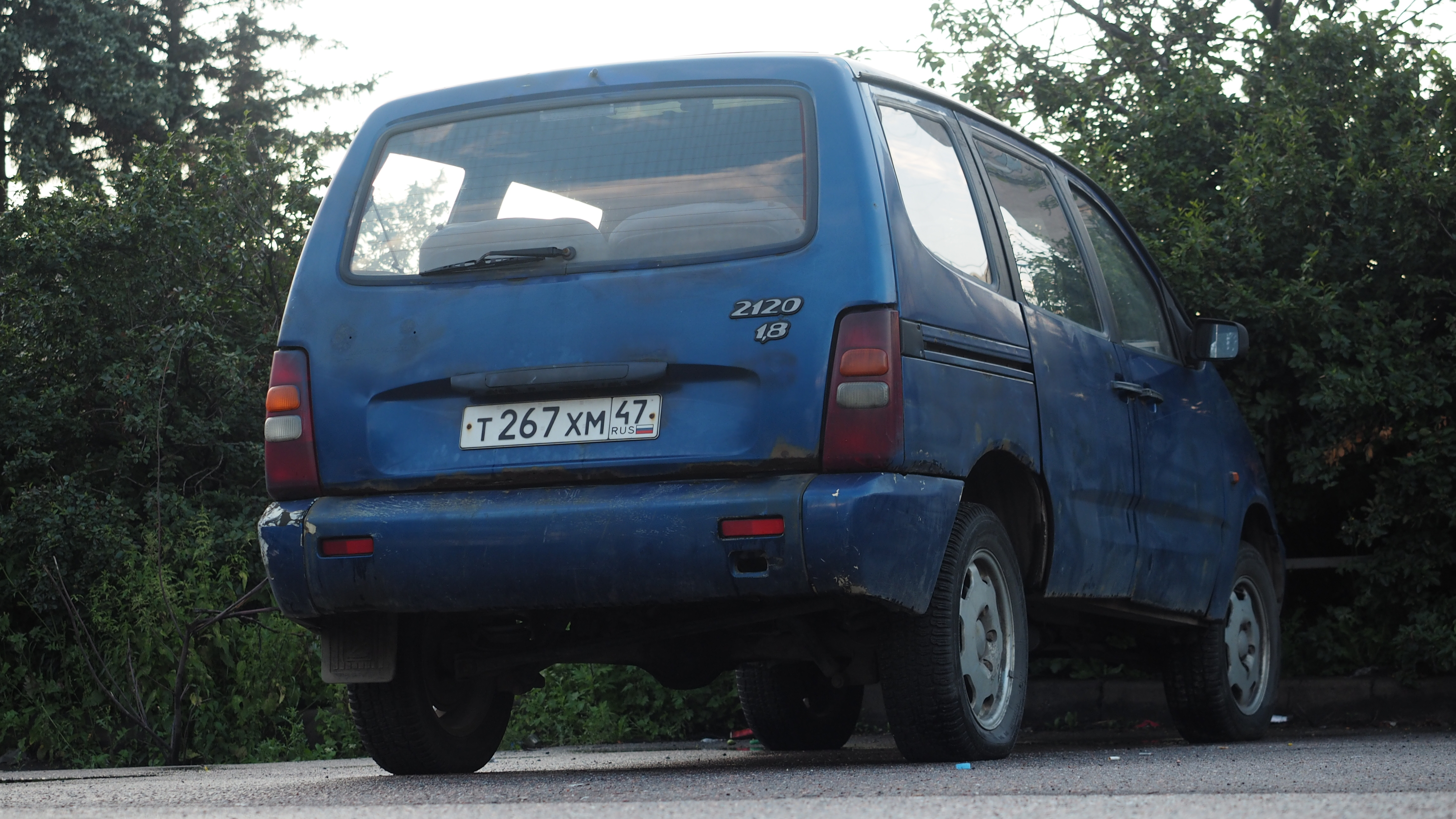
Traseira da VAZ 2120

- VAZ-2120 1.8, com motor carburador VAZ-2130 (1,8 litros, 80 cv),
- VAZ-2120 1.7i, motor com injeção eletrônica VAZ-21214  (1,7 litros, 84 cv),
- VAZ-2120M (Lada 2120 1.7i), motor VAZ-21214 com injeção eletrônica (1,7 litros, 84 cv).

## Variantes
- "Van" ("Utiliter") - furgão de entrega de varejo comercial
- "Pick-up" - picape de entrega de varejo comercial
- "Service" - oficina móvel
- "Manager" - "escritório sobre rodas"
- "Taxi" - 4 lugares com grande porta-malas
- 2120M 4 × 2 - versão reestilizada com tração traseira com eixo traseiro derivado do Izh Oda e uma porta lateral traseira giratória